# Sa'adja Ga'on
Sa'adja ben Josef Gaon (arabsky سعيد بن يوسف الفيومي‎, hebrejsky סעדיה בן יוסף גאון‎, 882, Fajjúm – 942, Bagdád) byl jeden z nejvýznamnějších středověkých židovských filosofů a autorů. Snažil se popsat a založit židovské náboženské ideje na racionálním základě, přičemž hojně využíval argumentačních nástrojů převzatých z islámského kalámu, aby bránil rabínský judaismus proti ostatním náboženstvím (zejm. proti islámu a náboženskému dualismu) i proti konkurenčním proudům v rámci judaismu (zejm. proti karaitům).
Snažil se rozumovými prostředky dokázat stvoření světa z ničeho, jednotu a jedinost Boží a prokázat, že judaismus je jediným pravým Božím zjevením. Toto zjevení ukázalo člověku posvátné příkazy, jejichž naplňováním má člověk dojít ke štěstí, kvůli němuž Bůh člověka stvořil.

## Život a dílo
Narodil se v egyptském Fajjúmu, roku 915 ovšem odešel do Palestiny a posléze do Bagdádu a Aleppa. Pro svou obratnost při obhajobě kalendářního systému babylonských židů proti systému palestinských židů jej exilarcha David ben Zakaj ustanovil ga'onem, tj. vůdčí osobností židovských akademií v Babylonii. Vysoce sebevědomý Sa'adja příliš neuznával exilarchovu autoritu, a tak jej exilarcha po několika letech konfliktů sesadil.
Jeho plodná tvorba zahrnovala gramatická a lexikografická díla, překlad téměř celé Bible do arabštiny, knihu modliteb, liturgické básně. Do studia Talmudu zavedl vědecké metody, psal k němu komentáře. V polemických dílech se obracel proti karaitům, křesťanskému trinitarismu, zoroastrickému dualismu a islámu. Stěžejní filosofická díla představovala kniha Tafsir Kitab al-Mabadi (Komentář k Sefer Jecira) a al-Amanat wa-l-i'tiqadat (v hebrejském překladu Sefer emunot ve-de'ot, Kniha víry a názorů)

## Filosofické myšlení

### Racionalismus a poznání
Pomocí nástrojů kalámu vypracoval racionální teologii, s pomocí níž se měl rabínský judaismus obhájit před ostatními náboženstvími i před konkurenčními proudy v rámci judaismu (především před karaity). Vycházel z předpokladu, že rozum a pravé zjevení si nemohou odporovat. Rozum má poskytovat důkazy tomu, v co již člověk věří, a interpretovat Boží zjevení.
Došel tak ke čtyřem zdrojům poznání:
1. smyslové vnímání
2. racionální samozřejmosti
3. racionální závěry z faktů poskytovaných smysly a rozumem
4. spolehlivá tradice.[6]

Za spolehlivou tradici považoval zjevení Boha Mojžíšovi, jež se prokázalo zázraky před celým izraelským národem, a nikoli zjevení Mohamedovo, které bylo soukromého charakteru a tedy neprokazatelné.

### Svět, Bůh a zjevení
Stvoření světa ex nihilo‎ se Sa'adja snaží dokázat racionálními argumenty, jež přejal z kalámu. Poněkud nesrozumitelný způsob jeho argumentace ovšem naznačuje, že tyto argumenty přejal bez potřebného rozvážení. Nedokázal vysvětlit původ světa z Boha a omezil se na prosté tvrzení, že původ světa z Boha je jediným uspokojivým vysvětlením. Stvořenost světa pak podle něj předpokládá jediného Boha.
Netělesnému a transcendentnímu Bohu připisoval pouze atribut existence, aby nebyla narušena jednota Boží. Ostatní tři základní atributy – život, sílu a moudrost – připisuje spíše Božímu stvořitelskému aktu. V otázce zjevení se obrací proti Hiwimu z Balchu, jenž zpochybňoval biblické zjevení tím, že poukazoval na jeho vnitřní rozpory. Sa'adja se snaží dokázat potřebnost zjevení, neboť zjevení krom zákonů dosažitelných rozumem ukazuje také další užitečné „zákony poslušnosti“.

### Etika a teodicea
Člověk má především usilovat o vyváženost celkem třinácti lidských tendencí, aby nesešel na morální scestí. Boží příkazy mají být v tomto úsilí člověku pomocí a jejich plněním člověk dosahuje štěstí, kvůli němuž Bůh člověka stvořil. Utrpení je podle Sa'adji trestem za spáchané hříchy a utrpení nevinných dětí podle něj naznačuje existenci posmrtného světa.

## Sidur rav Sa'adja Ga'on
Kromě filosofických děl se také stal autorem arabsky psaného siduru (Sidur rav Sa'adja Ga'on), který představoval vůbec první sidur určený běžnému věřícímu. Jeho autorita a popularita trvala až do rozšíření Rambamova díla Mišne Tora (1168–1177), poté jeho význam ovšem upadl a text siduru byl dlouhou dobu považován za ztracený. Teprve roku 1851 text siduru objevil Moritz Steinschneider v oxfordské knihovně a o 45 let později se jeho zlomky nalezly také v káhirské geníze. Vědecká edice Sa'adjova siduru vyšla roku 1941 v Jeruzalémě.

## Hebrejská filologie
Již ve věku 20 let sepsal dílo Agron. Jedná se o hebrejský slovník, v jehož první části jsou slova seřazena podle prvního písmene, zatímco v druhé části podle posledního písmene, aby slovník mohl sloužit potřebám básníků. V úvodu ke slovníku Sa'adja pojednal o dějinách hebrejštiny. Dílo se později dočkalo překladu do arabštiny, do dnešní doby se však dochoval jen historický úvod a část slovníku. Pod vlivem arabské lingvistiky sepsal v arabštině také vůbec první gramatiku hebrejštiny, kterou nazval Kniha o jazyce (arabsky كتب اللغة‎ Kitab al-lughat, hebrejsky ספר הלשון‎ Sefer ha-lešon), která mimo jiné obsahuje soupis hapax legomenon.